# Struckhof

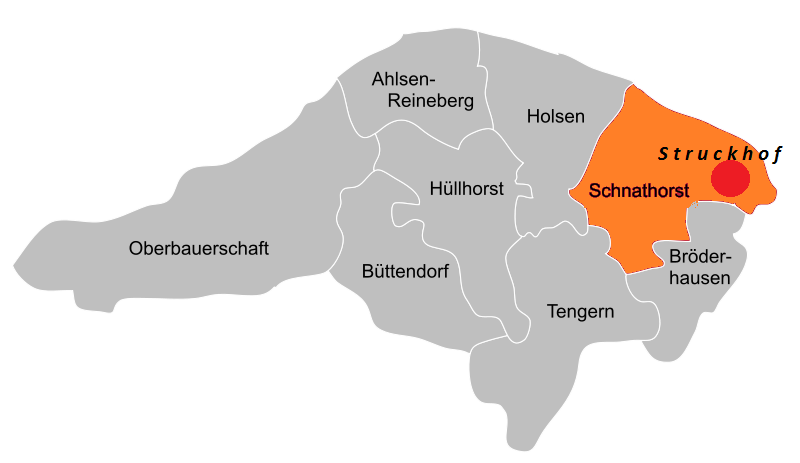
Lage Struckhofs im hüllhorster Gemeindeverbund

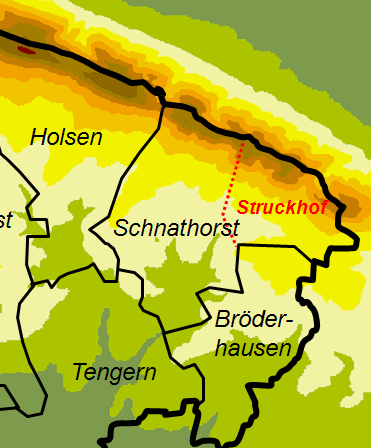
Das Gebiet ist nach Norden und Westen durch die Gemeindegrenze, nach Süden durch die Ortsteilgrenze klar festgelegt. Die Grenze nach Schnathorst (rot unterbrochene Linie) ist nicht eindeutig definiert

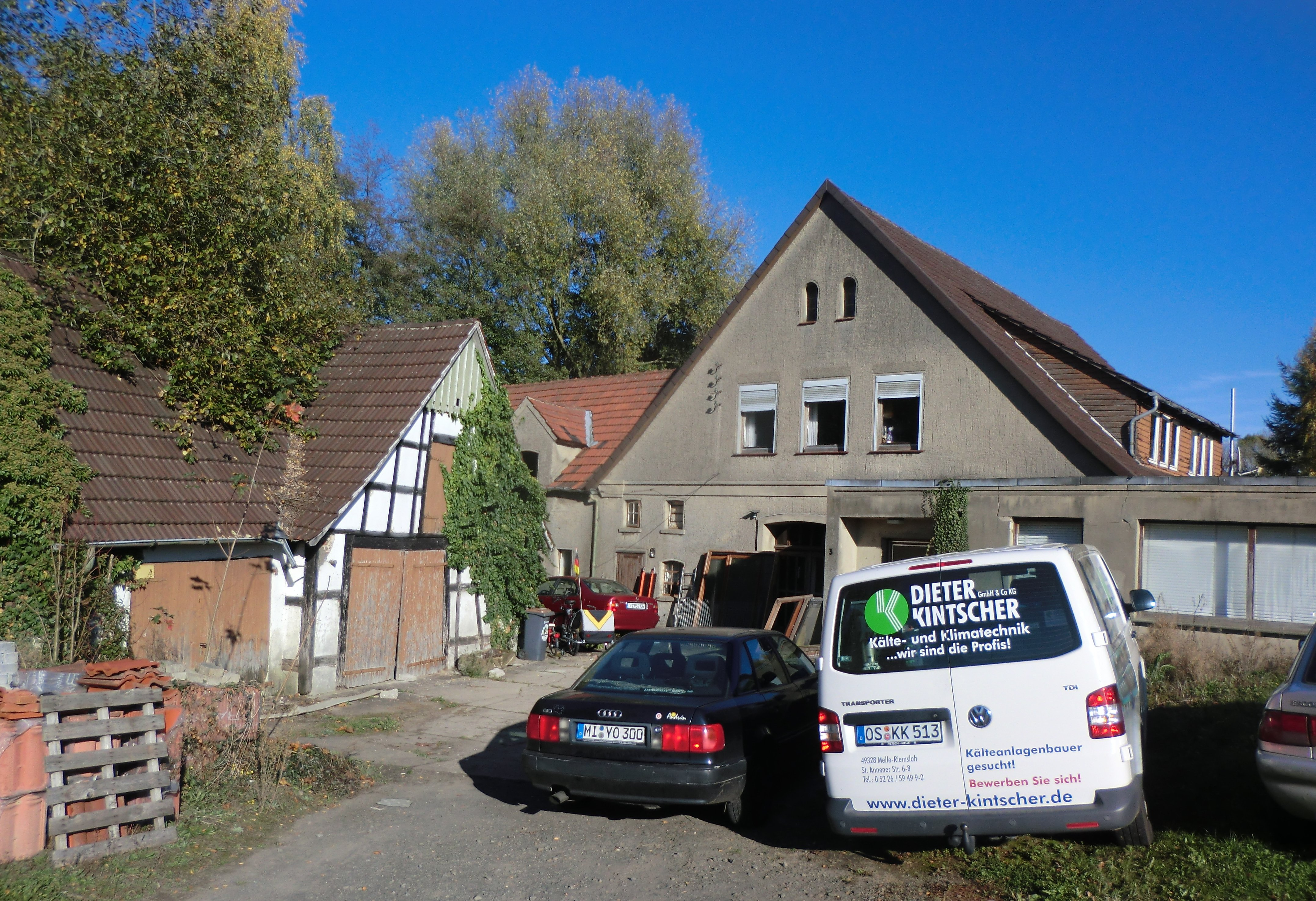
Typisches Haus (traditionelle Hofstelle) in Struckhof

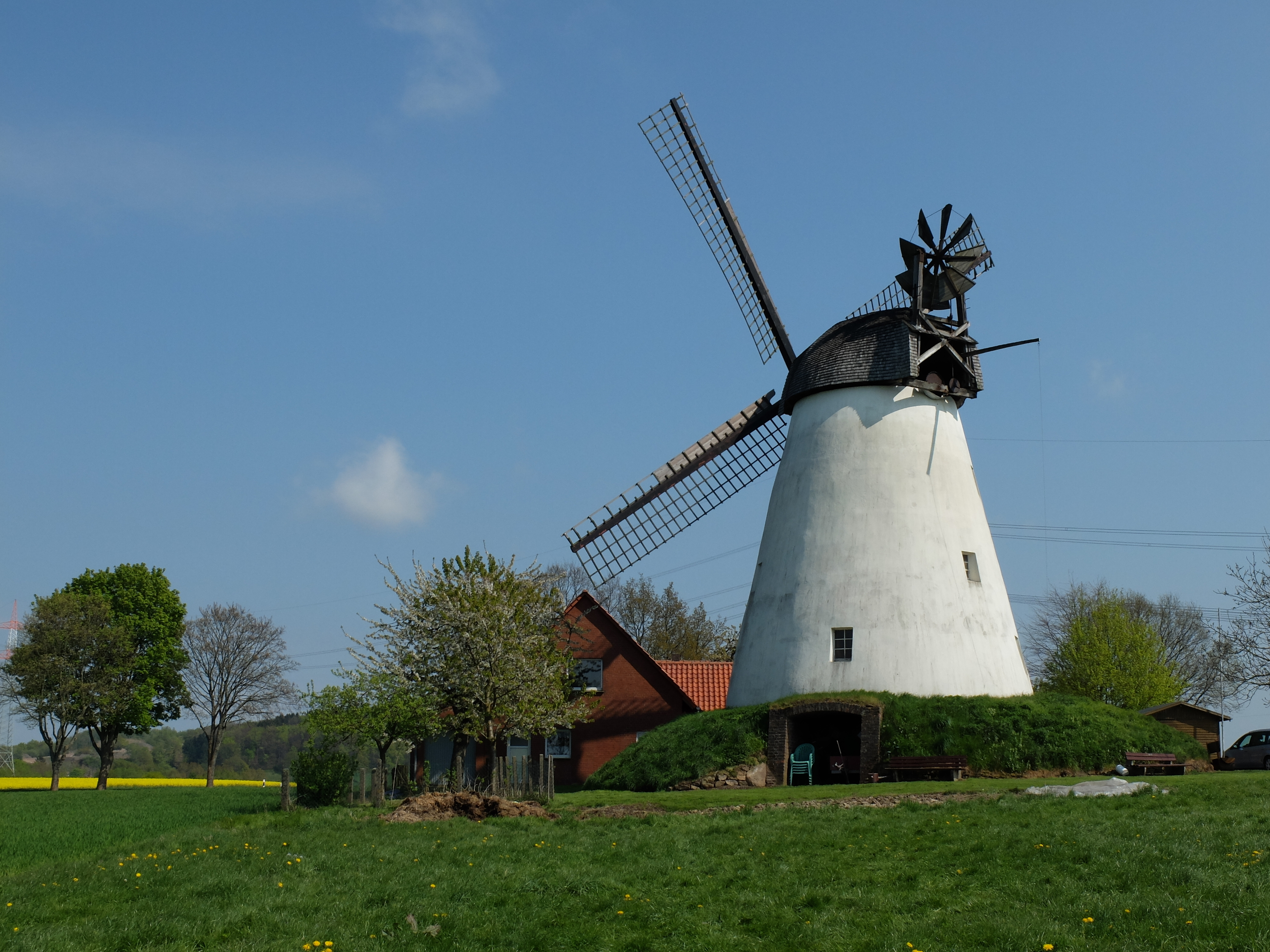
Die Windmühle Struckhof

Struckhof (früher auch Struckhoff) ist ein Teil der Ortschaft Schnathorst, die selbst als Ortschaft bzw. Ortsteil und ehemalige Gemeinde zur heutigen Gemeinde Hüllhorst im Kreis Minden-Lübbecke im äußersten Nordosten des Landes Nordrhein-Westfalen gehört.
Das Dorf Struckhof liegt im äußersten Nordosten der  Gemeinde Hüllhorst, am Südhang des Wiehengebirges, am Fuße des Bröderhauser Berges,  und ist auf dem Gebiet der Ortschaft Schnathorst, neben dem Haupt- und Kirchdorf Schnathorst selbst, die einzig größere geschlossene Siedlung.
Zu Struckhof im weiteren Sinne gehört im Nordwesten die kleine, direkt am Wiehengebirge liegende, Siedlung "Am Berge". Ganz im Osten gehört eine Häuserzeile der geschlossenen Ortschaft, die auf der Wallücke liegt, administrativ noch zur Gemeinde Hüllhorst und der Ortschaft Schnathorst und damit folglich auch zu Struckhof.
Struckhof ist zusammen mit dem unmittelbar südlich, aber bereits zum Ortsteil Bröderhausen gehörenden Dorf Großenberken, nicht nur das östlichste Dorf der Gemeinde Hüllhorst, sondern auch des Altkreises Lübbecke. Der markante Gebirgspass Wallücke liegt nur 1,8 Kilometer östlich und in Sichtweite des Dorfkernes.
Struckhof war nie eine selbständige Gemeinde, nicht einmal eine Bauerschaft, so dass eine trennscharfe Definition des Dorfgebietes und somit eine genaue Flächen- und Einwohnerzählung nicht möglich ist; im Norden und Osten bildet die "Außengrenze" der Gemeinde Hüllhorst die Grenze Struckhofs, gen Süden ist die Ortsteilgrenze Schnathorst-Bröderhausen gleich als die Grenze Struckhofs anzusehen. Lediglich nach Westen ist keine klare Abgrenzung nach Schnathorst möglich.
Die zusammen hängende Wohnbaufläche des Ortes umfasst rund 20 Hektar. Allerdings liegt die Ortschaft vollständig im Flurstück 001 der Gemarkung Schnathorst 2800. Genanntes Flurstück umfasst das Dorf und angrenzende landwirtschaftliche Flächen, schließt aber den im Norden liegenden Bergwald des Wiehengebirges, bis auf einen 50 × 300 Meter breiten Waldstreifen nördlich der Siedlung "Am Berge", nicht mit ein, da das gesamte Wiehengebirge der Gemarkung Schnathorst ein eigenes Flurstück "006" bildet. Das Flurstück, damit in gewisser Weise die Fläche Struckhofs, umfasst eine Fläche von rund 104 Hektar. Rechnet man den östlichen Teil des Bergwaldes Flurstück "006", der unmittelbar nördlich des Flurstücks "001", (sprich mit westlicher Grenze auf Höhe der Grenze Flurstück 001 zu 005), hinzu, erhöht sich der Umfang Struckhofs um weitere 64 Hektar auf dann 168 Hektar.

## Nachbarortschaften
Struckhof grenzt an folgende Ortschaften, Gemeinden und Städte (im Uhrzeigersinn, beginnend im Norden):
Oberlübbe (Gemeinde Hille), Wulferdingsen (Stadt Bad Oeynhausen) und  Bröderhausen (Gemeinde Hüllhorst).

## Kultur und Sehenswürdigkeiten

### Bauwerke

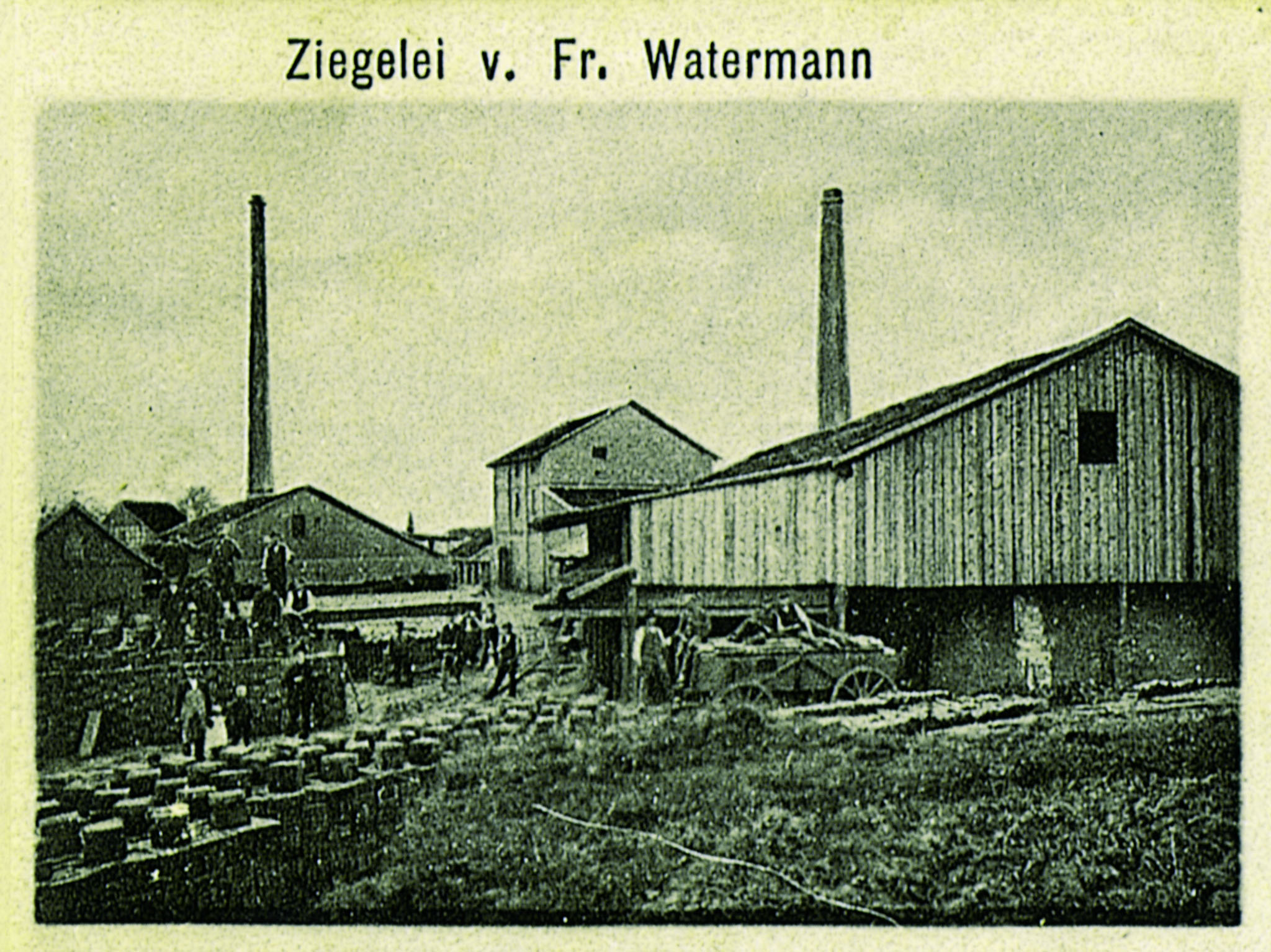
Ziegelei um 1900 in Struckhof

- Die  Alte Watermannsche Ziegelei Struckhof 1891–1914. Zu sehen sind nur noch Reste des Maschinenhauses sowie das Fabrikantenwohnhaus. Weiterhin sind die Tonabbaugebiete (Kuhlen) in der näheren Umgebung noch sehr gut auszumachen. Hier befand sich auch eine Haltestelle der Wallückebahn (1897–1937).

- Die Holländerwindmühle Struckhof ist Windmühle mit dem Namen Struckhof und liegt ganz im Osten der Dorfflur. 1985 wurde sie wieder in Betrieb genommen. Die Mühle wurde 1797 als achteckiger Fachwerkbau mit rundem Strohdach errichtet. Das hölzerne Kammrad hat einen Umfang von 32 Metern.

#### Regelmäßige Veranstaltungen
Die Windmühle Struckhof hat mit ihren Mühlenöffnungstagen von April bis September im Rahmen der Westfälischen Mühlenstraße geöffnet. Bei Flugwetter kann man dort auch Gleitschirmflieger und Hängegleiter beim Windenstart und anschließenden Gleitflug beobachten. Tandemflüge sind möglich.

## Sonstiges
Struckhof gehört zum (evangelischen) Kirchspiel Schnathorst und hierbei zusammen mit Schnathorst und Holsen zum Pfarrbezirk I.

## Verkehr

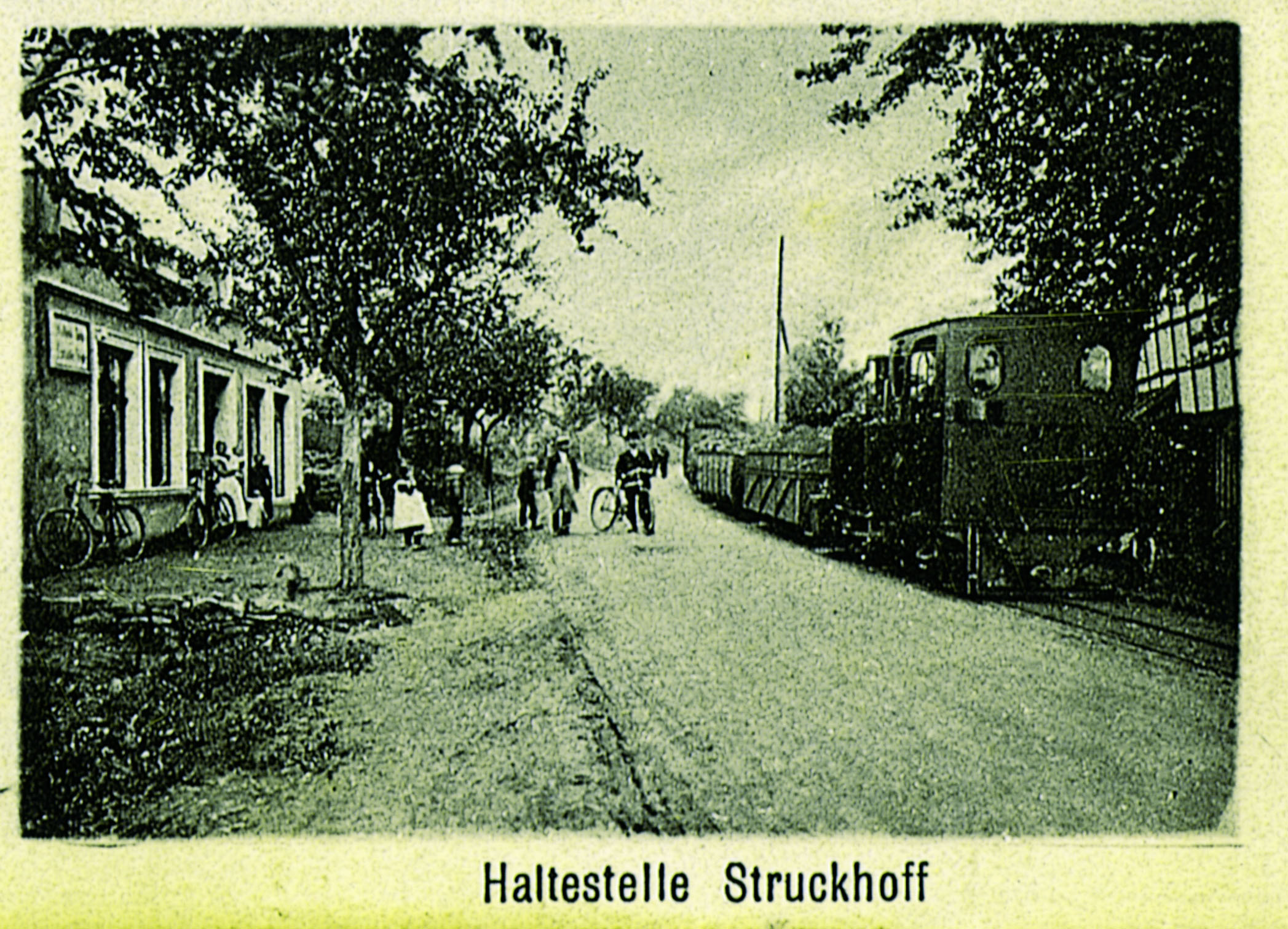
Haltestelle Struckhof um 1900

Verkehrsrechtlich hat Struckhof nicht den Status einer geschlossenen Ortschaft, was daran zu erkennen ist, dass kein gelbes Ortshinweisschild (nach Anlage 3 zu § 42 Abs. 2 StVO die Verkehrszeichen 310 und 311), sondern eine kleine grünes Ortshinweistafel (Zeichen 385 nach Anlage 3 zu § 42 Abs. 2 StVO) am Ortseingang den Reisenden informiert. Somit ist Struckhof keine geschlossene Ortschaft im Sinne der Straßenverkehrsordnung (StVO).
Das Dorf wird von der Landesstraße 876 (Mindener Straße), die gewissermaßen die Hauptstraße der Ortschaft darstellt, in Ost-West-Richtung durchquert. Besagte Straße stellt eine Verkehrsachse zwischen dem Raum Hüllhorst und der Kreisstadt Minden dar. Dadurch ist Struckhof gut an die Ortschaft Hüllhorst sowie die Kreisstadt Minden angebunden, beschert dem Dorf jedoch einen nicht unerheblichen Durchgangsverkehr.
Bis 1937 war Struckhof mit der Bahnlinie Wallücker Willem an das Eisenbahnnetz angeschlossen, die im Zuge der oben beschriebenen Landstraße verlief. Hier gab es auch einen Haltepunkt Struckhof.

## Nachweise
- Hinweise zum Dorf Struckhof
- Straßenkarte von Struckhof
- Luftbild von Struckhof